# Genzō Maeda
Pour les articles homonymes, voir Maeda.
Genzō Maeda (前田玄造, Maeda Genzō, 1831-1906) est un médecin et photographe japonais.

## Biographie
À Nagasaki, au Japon, Genzo Maeda fut formé à la technique photographique par Jan Karel van den Broek et J. L. C. Pompe van Meerdervoort, mais sans aboutir à un cliché définitif.
Il dut attendre sa rencontre avec Pierre Rossier qui lui fournit le bon matériel pour qu'il produise en équipe avec Furukawa la première photographie à Fukuoka le 28 octobre 1860.